# شهرستان لانیفتسی
شهرستان لانیفتسی (به لاتین: Lanivtsi Raion) یک شهرستان در اوکراین است که در استان ترنوپیل واقع شده‌است. شهرستان لانیفتسی ۰٫۶۳۲ کیلومتر مربع مساحت و ۳۳٬۲۹۴ نفر جمعیت دارد.